# Archivo de historieta
Un archivo de cómic es un conjunto ordenado de imágenes comprimidas, normalmente codificadas en formato PNG o JPEG y de forma ocasional en GIF, BMP y TIFF con cualquiera de los diversos formatos de compresión que existen y al que se le ha renombrado la extensión para que los visores de cómics puedan interpretarlo.

## Generalidades
El contenido de estos archivos se puede abrir con alguno de los habituales programas de compresión, sin embargo, los visores de cómics se encargan de hacer que su lectura sea lo más sencilla y eficiente posible.
Los archivos de cómics (Comic Book Archive file o ComicBook Reader File) tienen el propósito de mostrar las imágenes de las que se componen los mismos de una forma secuencial.
La primera idea partió del popular visor de historietas CDisplay. A partir de ahí, se crearon, para todas las plataformas, diversos visores.
Los formatos más habituales son:
- cbr (comic book rar) → rar
- cbz (comic book zip) → zip

Los formatos menos habituales son:
- cb7 → 7z
- cbt → tar
- cba → ace

La ventaja principal de este tipo de archivos reside en que cualquier persona pueden crear historietas de forma sencilla y, además, como se trata de imágenes comprimidas, se puede actualizar de forma rápida y sencilla.

## Crear un archivo de historieta
Para crear un archivo de cómic habría que seguir los siguientes pasos:
1. Escanear y guardar alfabéticamente (01.jpg, 02.jpg...) cada página del cómic en el formato deseado. Los formatos compatibles generalmente son: JPEG, PNG, GIF, BMP, WebP, TIFF.
2. Empaquetarlas con alguna aplicación de compresión compatibles (por ejemplo: 7-Zip, Peazip).
3. Renombrar la extensión a la correspondiente (por ejemplo: micomic.zip → micomic.cbz, micomic.7z → micomic.cb7, etc)

## Visores de historietas
Los visores de cómics ofrecen varias funciones de visualización que simplifican y mejoran la lectura.

### Windows
- SumatraPDF, un lector ligero, gratuito y de código abierto.
- MComix
- Calibre, puede visualizar y convertir diferentes formatos.
- GonVisor.[1]
- Coview (comic viewer) Lo más importante es la visualización de los cómics.
- CDisplay Fue la primera aplicación en soportar el formato cbr.
- CDisplayEx CDisplay con algunas mejoras.
- Comical.
- ComicRack.[2]
- MMCE.
- STDU Viewer.
- Evince. para Windows, que incluye soporte para este formato.
- YACReader.[3]

### Mac OS X
- Calibre, puede visualizar y convertir diferentes formatos.
- ComicBookLover.
- FFView.
- Comical.
- Xee.
- Simple Comic.
- Jomic.
- YACReader.[3]

### Linux/Unix
- Para los usuarios del entorno de escritorio GNOME, el visor de documentos Evince incluye soporte para estos formatos.
- Para los usuarios del entorno de escritorio KDE 4 pueden usar Okular.
- Calibre, puede visualizar y convertir diferentes formatos.
- QComicBook.
- Comix.
- cbrPager.
- YACReader.[3]

### Android
- ComicRack.[2]
- Perfect Viewer.[4]
- A Comic Viewer.[5]
- Orion Viewer.[6]
- Challenger Comics Viewer.[7]

### iOS
- Panels.[8]
- ComicBookLover.[9][10]
- ComicFlow.[11]
- CloudReaders.[12]